# Pyxine rhizophorae
Pyxine rhizophorae är en lavart som beskrevs av Kalb. Pyxine rhizophorae ingår i släktet Pyxine och familjen Physciaceae.   Inga underarter finns listade i Catalogue of Life.